# Zanderbeute
Die Zanderbeute ist eine hölzerne, kastenförmige Behausung für Honigbienen, die von dem Bienenkundler Enoch Zander um 1900 erfunden und nach ihm benannt wurde. Es handelt sich um eine Beute, die aus zwei abnehmbaren Hälften besteht: oben der Honigraum und unten der Brutraum.

## Beschreibung
Die Neuerung durch Zanderbeuten besteht darin, dass der Honigraum mitsamt dem Dach abnehmbar ist und der sich darunter befindliche Brutraum beobachtet werden kann. Das hervorstechendste Merkmal der Zanderbeuten ist das sehr geringe Höhenmaß bei beträchtlicher Tiefe gegenüber den damals gebräuchlichen Kästen. Durch das geringe Höhenmaß hatte Zander erreicht, dass Brut- und Honigraum gleich groß waren und die schnellere Erwärmung des niedrigen Raums sich sehr positiv auf die Tätigkeiten (vor allem den Wabenbau) der Bienen auswirkte. Will man den Honigraum brutfrei halten, muss ein Absperrgitter zwischen Brut- und Honigraum geschoben werden, da sonst auch die Bienenkönigin in den Honigraum wandert. Die Wände des Brutraums (bei manchen Modellen auch der Honigraum) sind doppelwandig und wärmeisoliert, zeitgenössische Modelle waren mit Torfmull (Streu aus Torf) ausgefüttert.
Enoch Zander erfand zwei Formen und zwar zuerst die freistehende Einzelbeute und dann die einfachere Standbeute. Die Einzelbeute ist etwas breiter als die Standbeute, da sie zehn statt neun Waben aufnehmen kann.

## Formen der Zanderbeuten

### Einzelbeute
Die Einzelbeute ist eine zweckmäßige Bienenbehausung, da sie Wabenschrank, Bienenhaus und Bienenstock in sich vereint und man alle Zubehörteile darin aufbewahren kann. Sie steht auf vier Pfosten und ist für einen festen Standort gedacht. Zanderbeuten haben das Außenmaß 520 mm (Tiefe) × 420 mm (Breite). Die einzelnen Zargen sind in der Standardausführung 230 mm hoch.

### Standbeute
Die Standbeute ist ein einfacheres Modell, da sie nur aus Honigraum und Brutraum besteht und keine Standbeine hat. Sie eignet sich für eine Einzelaufstellung auf einem Bock oder eine Reihenaufstellung in einem Bienenhaus. Wegen der nach oben zu öffnenden Abdeckung ist nur eine einreihige Aufstellung möglich. Die Zander-Standbeuten haben den Vorteil, dass sie in einem von Zander erfundenen Wanderstand untergebracht werden können.